# Resolución 85 del Consejo de Seguridad de las Naciones Unidas
La resolución 85 del Consejo de Seguridad de las Naciones Unidas, adoptada el 31 de julio de 1950, autorizó al Mando Unificado, bajo el general Douglas MacArthur, a apoyar la población civil coreana y solicitó que agencias especializadas, órganos subsidiarios apropiados de las Naciones Unidas y organizaciones no gubernamentales apropiadas ayudaran al Mando Unificado de la ONU a hacerlo. Fue adoptada en la sesión 479 después de que la resolución 84 fuese adoptada.
La resolución fue aprobada con nueve votos, con la abstención de la República Federativa Socialista de Yugoslavia. La Unión Soviética no estuvo presente durante la votación; con su ausencia, la Unión Soviética protestó en contra del desconocimiento del nuevo régimen de la República Popular de China.